# Maricá (futebolista)
Sérgio Silva de Souza Júnior, mais conhecido como Maricá (Maricá, 24 de setembro de 1979), é um ex-futebolista brasileiro que atuava como lateral-direito.
Começou nas categorias de base do Vasco da Gama, onde atuou alguns anos como profissional ganhando vários títulos de expressão.

## Biografia
"Volta Maricá! Volta!". Os gritos histéricos de Antônio Lopes ficaram marcados na memória do torcedor vascaíno. Por jogar na lateral, bem onde o treinador ficava, Maricá era um dos jogadores mais cobrados dentro de campo. E não por menos. Apesar de veloz, o lateral tinha dificuldades na hora do passe, levando a torcida ao desespero. 
Apesar disso, viveu seu momento mágico com a camisa vascaína. Contra o Flamengo, em 1997, marcou um dos gols na goleada histórico por 4 a 1 que classificou o Cruz-Maltino para a final do Brasileiro. Edmundo marcou os outros três.
Depois de jogar cinco anos pelos profissionais do clube, se transferiu para o AEK da Grécia e pouco tempo depois retornaria ao futebol grego para atuar em três temporadas no Aris.
Passou por Internacional, Avaí e Bahia no seu retorno ao Brasil, mas sem sucesso. Depois começou a defender clubes pequenos do Rio de Janeiro, como Goytacaz e Mesquita.
Jogou também por Ypiranga-RS, Cabense, União Rondonópolis e Independência-AC, além de participar diversas vezes do time de Showbol do Vasco.

## Títulos
Vasco da Gama
- Troféu Bortolotti: 1997
- Campeonato Brasileiro: 1997 e 2000
- Taça Guanabara: 1998 e 2000
- Taça Rio: 1998, 1999 e 2001
- Campeonato Carioca: 1998
- Copa Libertadores da América: 1998
- Torneio Rio-São Paulo: 1999

AEK Atenas
- Copa da Grécia: 2001-02

Brasiliense
- Campeonato Brasiliense: 2006

Ypiranga de Erechim
- Campeonato do Interior Gaúcho: 2009